# Potamogeton groenlandicus
Potamogeton groenlandicus — вид багаторічних водних трав'янистих росли родини рдесникові (Potamogetonaceae).

## Таксономічні примітки
Наявність ендемічного Potamogeton у південно-західній Гренландії, регіоні, широко льодовикового під час плейстоцену, є загадковим. Гренландський матеріал, показує кілька відмінностей як від P. berchtoldii, так і від P. considulus, для яких він був призначений як підвид (обидва з трьома жилами в листі); натомість P. groenlandicus показує більшу схожість з P. subsibiricus.

## Опис
Кореневища відсутні. Стебла циліндричні без плям, 20–50 см; залози білі, діаметр 0.1–0.7 мм. Прилистки від розпливчастих до стійких, непомітні, звивисті, коричневі, 0.45–1.91 см, верхівки тупі. Листя занурене, спірально розташоване, сидяче, делікатне. Листові пластини від блідих до глибокого зелених, лінійні, не дугоподібні, 2.6–8.8 cm × 0.7–1.7 мм, основи злегка звужені, поля цілі, верхівки від гострих до шпилястих. Суцвіття нерозгалужені, над водою; квітоніжки не диморфні, кінцеві, прямі, циліндричні, 20 мм; колосся не диморфне, циліндричне, 5 мм. Плоди 2.6–2.7 × 2 мм, дзьоб прямий, 0.3 мм; боки без базальних горбків. 2n= 26. 

## Поширення
Potamogeton groenlandicus є рідкісним ендеміком Ґренландії.
Квітне наприкінці літа. Населяє ставки та озера; на висотах 10–450 м.